# Tony Robinson

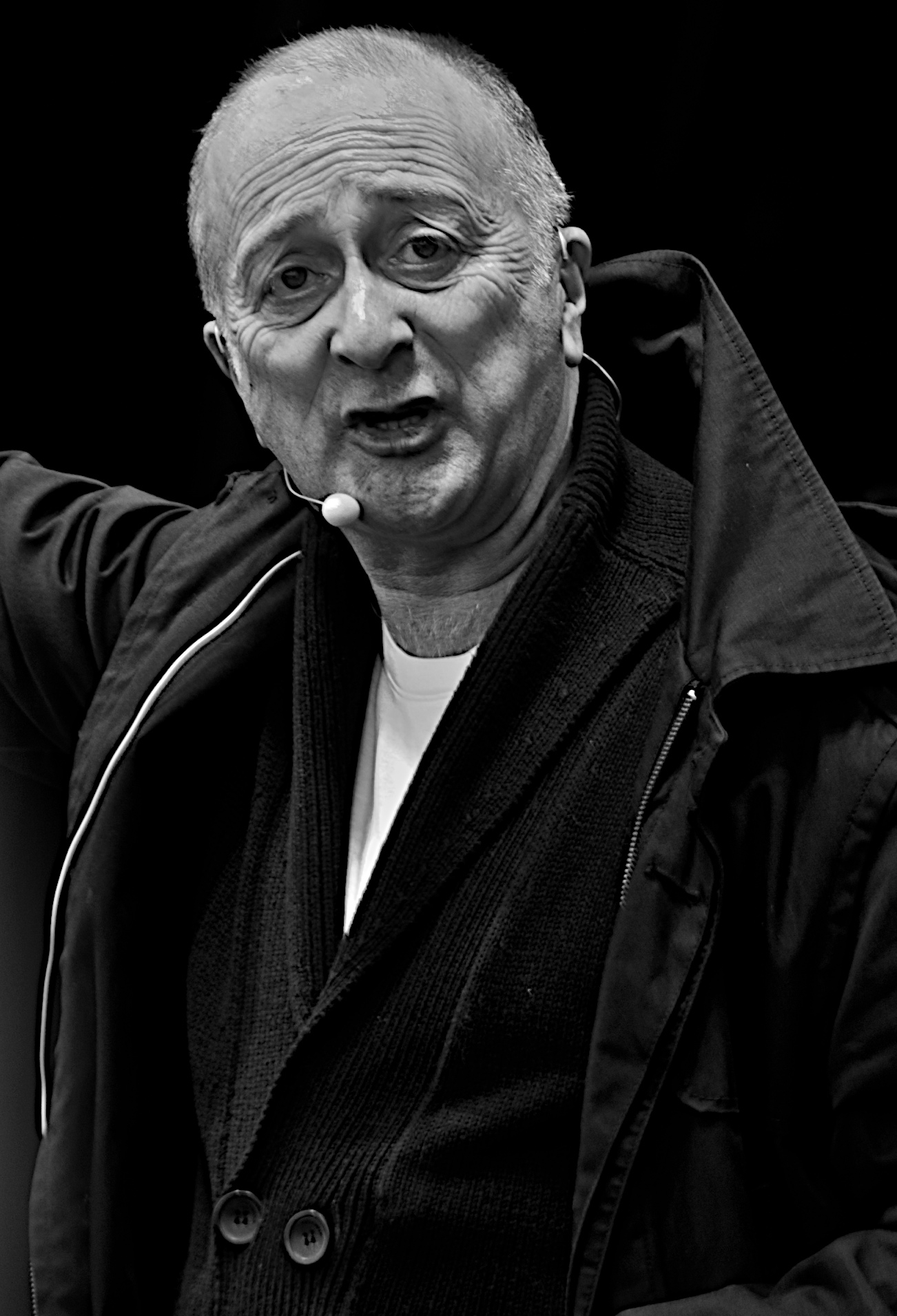
Sir Tony Robinson

Sir Anthony (Tony) Robinson (* 15. August 1946 in London) ist ein englischer Schauspieler, Autor, Gewerkschafter und Parteipolitiker. Bekannt wurde er vor allem durch seine Darstellung des Dieners Baldrick in der Fernsehserie Blackadder.

## Leben
Bereits während der Schulzeit sammelte Tony Robinson erste Schauspielerfahrung. Es folgte der Besuch der Central School of Speech and Drama. Nach diversen Jobs auf Theaterbühnen und in Fernsehstudios schaffte er 1983 durch seine Besetzung als Baldrick an der Seite von Rowan Atkinson den großen Durchbruch.
Im Zeitraum 1994–2014 war er Präsentator der erfolgreichen populärwissenschaftlichen Archäologie-Fernsehserie Time Team von Channel 4. 2003 ging er mit seinem Stand-up-Programm Tony Robinson's Cunning Night Out auf Tournee.
Er ist Autor einiger Bücher, darunter viele Kinderbücher. Als Fan von Terry Pratchett war er Sprecher für einige Hörbuchproduktionen auf Basis der Werke Pratchetts und übernahm auch Sprechrollen für das auf den Scheibenwelt-Romanen basierende Computerspiel Discworld.
2013 wurde Tony Robinson von Prince William in Vertretung der Queen zum Ritter geschlagen.
Am 25. Dezember 2023 erreichte Robinson als Sprout bei einer Weihnachts-Spezialfolge der britischen Version von The Masked Singer den vierten Platz.

## Politisches Engagement
Robinson war 1996–2000 Vizepräsident der Gewerkschaft Equity (Gewerkschaft für Schauspieler, Inspizienten und Models). Er ist langjähriges Mitglied der Labour Party und wurde 2000–2004 in das einflussreiche Parteiorgan National Executive Committee gewählt. 2019 trat er nach 45 Jahren Mitgliedschaft aus Protest gegen den Umgang mit dem Brexit und parteiinternen antisemitischen Vorkommnissen aus der Partei aus. Nach der Wahl des neuen Vorsitzenden Keir Starmer am 4. April 2020 trat er der Partei wieder bei.

## Filmografie (Auswahl)

### Filme
- 1975: Brannigan – Ein Mann aus Stahl – als Bote
- 1994: Die unendliche Geschichte III – Rettung aus Phantásien – als Gnom Engywook

### Serien
- 1982–1989: Blackadder – als Baldrick
- 1989–1994: Maid Marian and her Merry Men – als Sheriff von Nottingham und Drehbuchautor
- 1994–2013: Time Team – als Präsentator
- 2006: Terry Pratchett's Hogfather – als Vernon Crumley
- 2009: Hotel Babylon Serie 4, Episode 3 – als Arthur Barnes
- 2012–2014: Tony Robinson's Time Walks – als Präsentator
- 2016–2018: Britain's Ancient Tracks with Tony Robinson – als Präsentator
- 2019–2020: Around The World By Train With Tony Robinson – als Präsentator

## Werke als Autor (Auswahl)
- gemeinsam mit Richard Curtis: Odysseus: The Greatest Hero of Them All (Knight Books): The Greatest Hero of Them All. Knight, 1988, ISBN 978-0-340-39679-7.
- Tony Robinson's kings and queens. Hutchinson (RHCP), 1999, ISBN 978-0-09-176804-1.
- gemeinsam mit Mick Aston: Archaeology is Rubbish. A Beginner's Guide. Channel 4 Books, 2002, ISBN 978-0-7522-6519-3.
- Bad Kids: The Worst-Behaved Children in History. Macmillan Children’s Books, 2009, ISBN 978-0-230-73787-7.
- The Worst Children’s Jobs in History. Neue Auflage. Pan Macmillan UK, 2016, ISBN 978-1-5098-4195-0.
- No Cunning Plan: My Story. Pan Books, London 2017, ISBN 978-0-283-07257-4.